# Geronticus eremita
El ibis eremita o ibis calvo del norte (Geronticus eremita) es una especie de ave pelecaniforme de la familia Threskiornithidae propia de Europa, Oriente Próximo y África. Está en peligro de extinción y solo sobrevivió en estado silvestre en Marruecos; y escasamente en Siria. En Europa se extinguió a comienzos de la Edad Moderna, y posteriormente también desapareció de Turquía, donde se conservó hasta finales del siglo XX, y desde donde migraba a puntos de África Oriental. Existen planes de conservación en cautividad y semicautividad, y ha sido reintroducido en el sur la península ibérica y Austria.

## Descripción

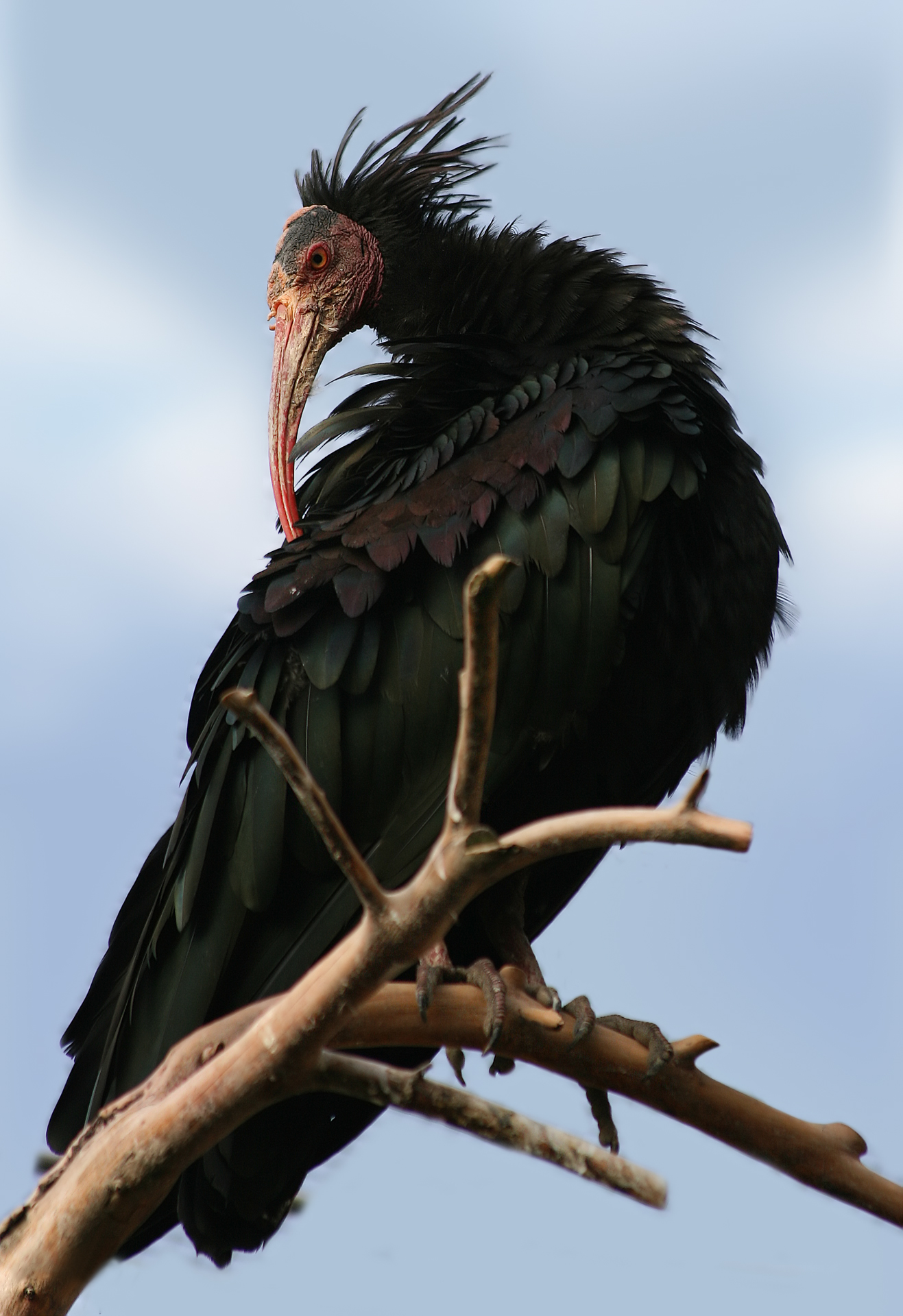
Ibis eremita.

El ibis eremita es un ave grande y plumaje negro brillante, que mide entre 70–80 cm de largo y tiene una envergadura alar de entre 125–135 cm y suele pesar entre 1,0–1,3 kg. Su plumaje negro presenta iridiscencias verdes, broncíneas y violáceas. Sobre todo, las plumas cobertoras alares superiores tienen un brillo metálico luminoso, rojo cobrizo. Los ibis eremitas se caracterizan por tener la cabeza y el sector de la garganta sin plumas, con una carúncula de color rojo claro, como su largo pico, que mide 11,5 - 14,7 centímetros, y está ligeramente curvado hacia abajo, y también sus largas patas son rojas. En la nuca y parte posterior del cuello  posee un copete de plumas negras, estrechas y muy alargadas. En su plumaje juvenil los ibis eremitas también tienen plumas en la cabeza y el cuello. Machos y hembras tienen un plumaje similar, aunque los machos son algo mayores, y como otros ibis que crían en colonias, tienen picos más largos. Los machos con los picos más largos tienen más éxito para conseguir pareja.

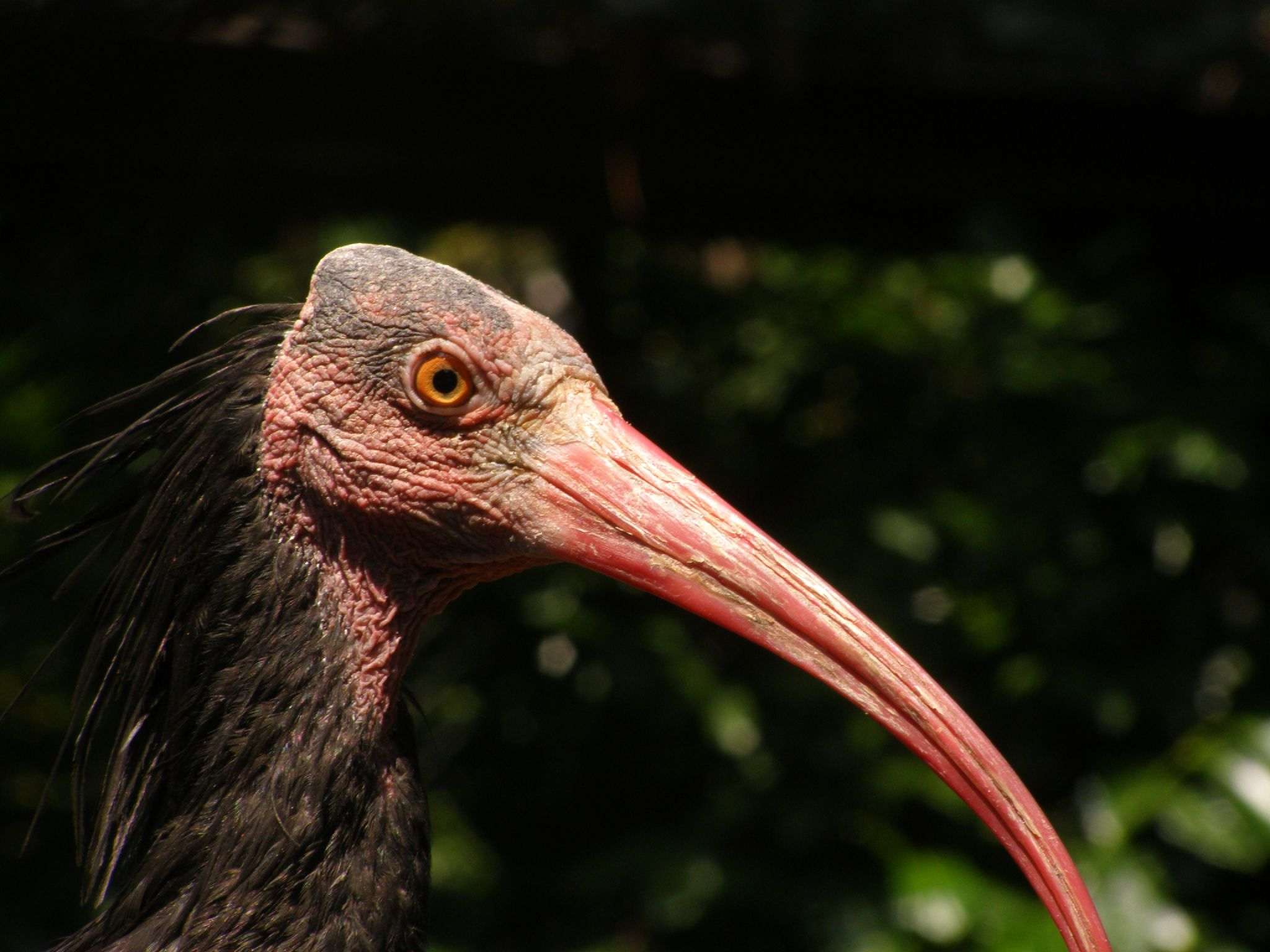
Detalle de la cabeza.

En vuelo muestran aleteos poderosos, flexibles y de poco recorrido. Emiten llamadas guturales de tipo hrump y altas y roncas de tipo hyoh en las colonias de cría, pero en cualquier otro lugar son silenciosos.
El plumón de los polluelos es de un color pardo claro uniforme, y los juveniles emplumados se parecen a los adultos salvo en que tienen la cabeza negruzca, las patas grises y el pico claro. Las partes sin plumas de los jóvenes se vuelven rojas gradualmente a medida que maduran. Los ibis de Marruecos tienen picos significativamente más largos que los individuos de su mismo sexo de Turquía.
| Población | Pico del macho | Pico de la hembra |
| --------- | -------------- | ----------------- |
| Marruecos | 141,1 mm       | 133,5 mm          |
| Turquía   | 129,0 mm       | 123,6 mm          |

Las poblaciones orientales y occidentales se consideran de distintas subespecies, pero no está clara cual debe considerarse la subespecie nominal, ya que la descripción de la especie se hizo a partir de una población de Suiza que ahora está extinguida y no se sabe a cual de las dos poblaciones correspondía.
El ibis eremita es fácilmente distinguible de su pariente cercano el ibis calvo de África austral, porque este último tiene el rostro blanquecino. El ibis eremita también podría confundirse con otro ibis de plumaje oscuro que solapa sus áreas de distribución con él, el morito común, pero el morito es más pequeño y menos robusto, y tiene la cabeza emplumada. En vuelo, cuando la coloración del pico y la cabeza no son apreciables, el ibis eremita tiene las alas menos redondeadas y el cuello más corto, lo que le da una silueta diferente a la del morito, y como tiene las patas relativamente cortas estas no se prolongan por detrás de la cola, a diferencia de las del morito.

## Taxonomía y etimología
El ibis eremita se clasifica en el género Geronticus, perteneciente a la familia Threskiornithidae. La familia Threskiornithidae está compuesta por dos subfamilias: la subfamilia de los ibis (Threskiornithinae) y la de las espátulas (Plateinae). A su vez, la familia Threskiornithidae se clasifica en el orden Pelecaniformes, junto a otras cuatro familias de aves acuáticas: Pelecanidae (pelícanos), Ardeidae (garzas), Balaenicipitidae (picozapato) y Scopidae (ave martillo). Los ibis son aves zancudas gregarias con picos largos y curvados hacia abajo. El pariente más cercano del ibis eremita es el otro miembro del género Geronticus, el ibis calvo (G. calvus) de África austral. Ambas especies se diferencian del resto de ibis porque tienen la cabeza desplumada, anidan en acantilados en lugar de los árboles, y prefieren los hábitats áridos a los humedales que pueblan sus parientes.

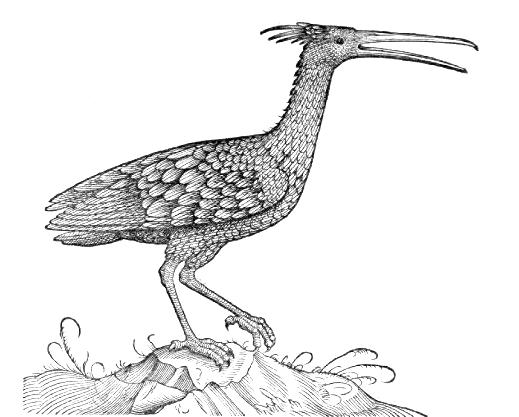
Grabado de Gesner, 1555.

Antiguamente, y como se documenta en los libros de cetrería españoles, se le denominaba «cuervo calvo». La mención más antigua se halla en el Libro de la caza de las aves de Pero López de Ayala: «Pero a todas las otras prisiones, salvo sisones, asy como grua, garça, abdarramia, martinet, cuervo calvo, alcaraván, lechuza, bitor, echaras a braço tornado». El ibis eremita fue descrito y representado en ilustraciones por el naturalista suizo Conrad Gesner en su obra Historiae animalium en 1555, originalmente Gesner lo denominó Corvo sylvatico que en latín significa «cuervo de bosque». En su descripción científica Carlos Linneo le dio el nombre binomial de Upupa eremita en su Systema Naturae de 1758. Fue trasladado a su actual género creado por el zoólogo alemán Johann Georg Wagler en 1832.
La especie se dividió en dos poblaciones separadas al menos hace 400 años, y desde entonces ambas poblaciones han cambiado de forma independiente morfológica y ecológicamente, pero siguen formando parte de la misma especie. La población oriental y occidental pueden diferenciarse por una sola mutación en un gen del citocromo b de su ADN mitocondrial.
Se han encontrado fósiles de ibis eremita del Holoceno (de hace aprox. 10 000 años) en el sur de Francia, en estratos del Pleistoceno medio (de unos 900.000 años) en Sicilia, y en depósitos del límite entre Plioceno y Pleistoceno (de hace aprox. 1,8 millones de años) en las costas del Mediterráneo español. Se encontró en Bulgaria lo que parece una forma ancestral de Geronticus balcanicus de finales del Plioceno, lo que prueba la temprana expansión del género en Europa, e indica que Geronticus eremita pudo tener su origen en el sureste de Europa u Oriente medio.
El nombre del género, Geronticus, deriva del término griego γέρων (geron), que significa «anciano», en referencia a su cabeza calva. Eremita es la palabra latina que significa «ermitaño», que a su vez proviene de la griega ἐρημία (erēmia) «desierto»; y que hace referencia a los hábitats áridos donde vive la especie.

## Distribución y hábitat
Está en peligro crítico de extinción y solo han sobrevivido en Marruecos; y algunas partes de Siria y el este de Turquía, desde donde esta última población migra a puntos de África Oriental. A diferencia de los demás ibis que anidan en los árboles y se alimentan en los humedales, el ibis eremita cría en acantilados y busca alimento en zonas de matorral y pastizales secos, además de zonas de cultivo no intensivo, como las estepas semiáridas y cultivos de barbecho. La cercanía de las estepas adecuadas a las zonas de cría con acantilados es un requerimiento de hábitat importante.

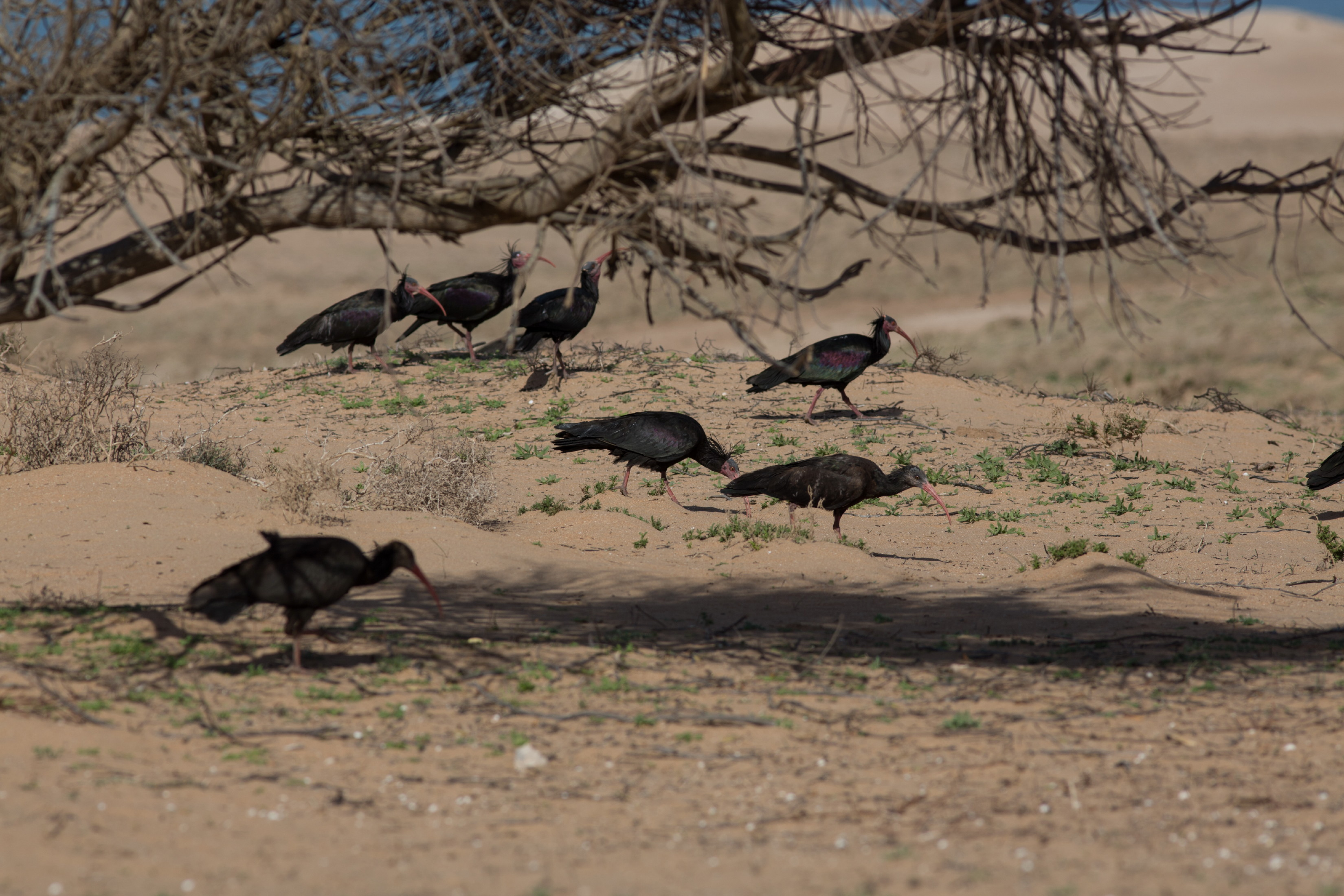
Parte de una bandada en su reducto de Souss Massa.

El ibis eremita en el pasado se extendía por oriente medio, el norte de África, y Europa meridional y central; Criaba a lo largo de los ríos Danubio y Ródano, y en las montañas de España, Italia, Alemania, Austria y Suiza (la descripción original de Gesner era de ibis de Suiza), y muy probablemente también en la región alta del Adriático. Usaba los salientes de los acantilados y las almenas de los castillos para anidar antes de desaparecer de Europa (alrededor del siglo XVIII). También se extinguió de la mayor parte de su anterior área de distribución, y en la actualidad la mayor parte de la población reproductora salvaje total, unos 500 individuos, está en Marruecos, en el parque nacional de Souss-Massa, donde hay tres colonias documentadas, y cerca del monte Oued Tamri (al norte de Agadir), donde hay una sola colonia que contiene casi la mitad de la población reproductora de Marruecos, además las áreas adyacentes son conocidas por proporcionar hábitat estable fuera de la época de reproducción a un gran número de ejemplares de la especie. Hay algunos intercambios de individuos entre los dos emplazamientos. También existe una población residual en Oriente Próximo.

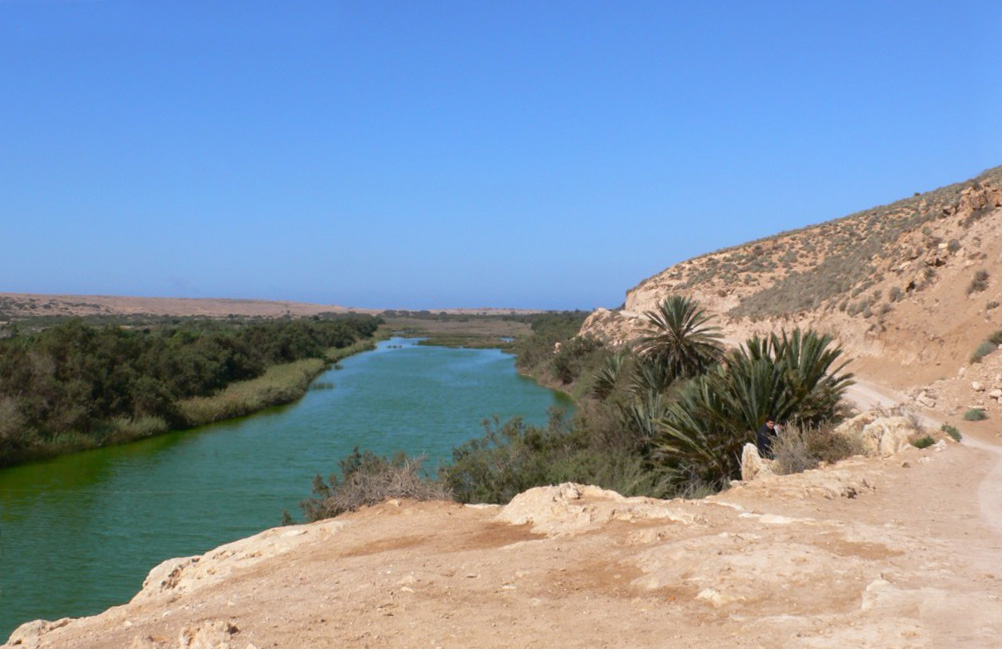
Las estepas alrededor de Oued Massa son las áreas de alimentación preferidas de la población marroquí.

Las tradiciones religiosas ayudaron a esta especie a sobrevivir en una colonia al este de Turquía mucho tiempo después de que hubiera desaparecido de Europa, ya que se creía que los ibis migraban cada año para guiar a los peregrinos del Hajj a La Meca. Los ibis se protegían por este simbolismo religioso, y se celebraba un festival anual para festejar su regreso al norte. La población de ibis de Turquía se localizaba cerca de la pequeña ciudad de Birecik, en el sudeste del país, y durante la primera mitad del siglo XX la colonia de Birecik se mantuvo relativamente estable con una población de unas 500 parejas reproductoras, llegando a tener una población total de unos 3000 individuos alrededor de 1930. En la década de  1970, la población declinó drásticamente y se iniciaron programas de cría en cautividad en 1977, con un adulto y nueve polluelos sacados de la naturaleza. El programa fracasó en su intento de revertir el declive de la población natural. Había 400 ibis en 1982, cinco parejas en 1986, y siete parejas en 1987. En 1989 solo tres ibis regresaron de su cuarteles invernales, y solo una en 1990. Las aves reintroducidas morían antes de poder reproducirse, por lo que la población salvaje de Turquía se extinguió en 1992. Una vez que la población silvestre en Turquía se consideró no viable, la colonia en cautividad se mantiene en una colonia que vuela libre la mayor parte del año, pero se enjaula en otoño para impedir su migración.

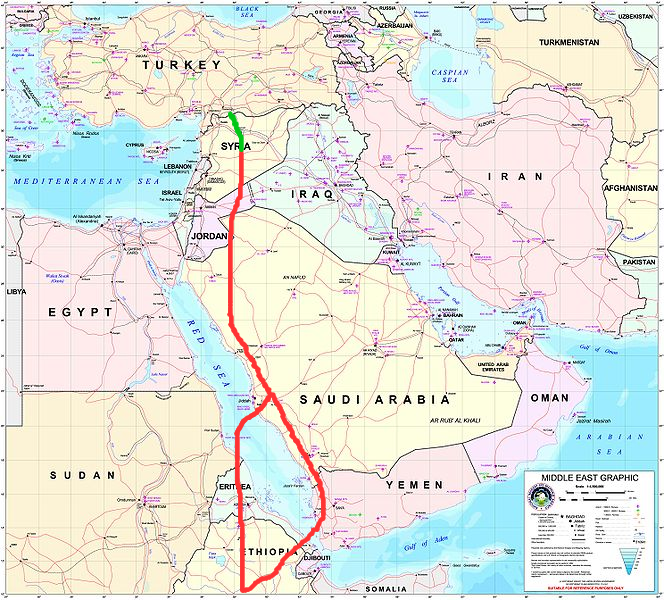
Ruta migratoria de la población oriental.
— Los ibis marcados en Siria migraron al sur a través de Yemen en 2006 y regresaron vía Eritrea.
— Los ibis de Birecik visitaban la colonia de Siria en Palmira.

Tras la desaparición de la colonia migratoria turca, solamente se conocen las colonias de cría de ibis eremita de Marruecos, aunque avistamientos ocasionales en Yemen, Eritrea, Arabia Saudí e Israel durante los años 1980 y 1990 indicaban que todavía hay alguna colonia en algún lugar de Oriente Medio. Censos de campo intensivos realizados en la primavera de 2002, basados en el conocimiento de los nómadas beduinos y los cazadores locales revelaron que la especie nunca se ha extinguido completamente en las estepas del desierto de Siria. Tras búsquedas sistemáticas se encontraron 15 lugares de anidamiento viejos, y uno cerca de Palmira, todavía albergaba una colonia de cría activa de siete individuos. Aunque el ibis se había declarado extinto en Siria más de 70 años antes, al parecer los ibis eran relativamente comunes en las zonas desérticas durante las dos últimas décadas del siglo XX, cuando la combinación de la sobreexplotación de sus tierras y el incremento de la presión cinegética inició su drástico declive.
Los ibis de Marruecos son sedentarios, y se dispersan a lo largo de la costa tras la época de cría. Se supone que la bruma costera proporciona una humedad extra a esta población, que permite que esta población permanezca allí todo el año. En el resto de su anterior área de distribución el ibis eremita migraba al sur en invierno y aparecían como divagantes en España, Irak, Egipto, las Azores, y Cabo Verde.
La otra población marcada, de 13 ibis de Siria, en 2006 tenía tres adultos marcados en el grupo, y un cuarto adulto no marcado, que pasaban la época no reproductiva juntos en los montes de Etiopía, donde la especie no se había registrado durante casi 30 años. Migraban al sur por el lado oriental del mar Rojo vía Arabia Saudí y Yemen, y regresaban al norte a través de Sudán y Eritrea.
En España, más concretamente en la provincia de Cádiz, se han recuperado 12 parejas, gracias a la actuación de la consejería de medio ambiente de la Junta de Andalucía. Aún en el siglo XVI incubaban los ibis eremitas en Europa Central, en el valle del Danubio (en Kechlheim y Passau), en Salzburgo y Graz. Pero ya en los siglos siguientes estas singulares aves desaparecieron de sus antiguas áreas europeas de cría. Probablemente fueron causas de ello ciertas variaciones climáticas desfavorables y la influencia del hombre.

## Comportamiento

### Alimentación

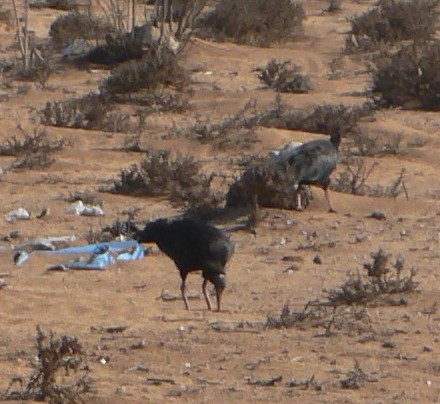
Los ibis cazan pequeños animales en el suelo arenoso.

El ibis eremita es una especie gregaria que se desplaza en bandadas desde los acantilados donde cría y duerme en invierno a las zonas donde se alimenta, volando en formación en V. Las bandadas pueden llegar a contener hasta 100 ejemplares en invierno. Durante la época de reproducción estos ibis se alimentan normalmente hasta a 15 km de su colonia de cría, y aunque prefieren estepas no cultivadas, también se pueden alimentar en prados y campos de cultivo en barbecho, y ocasionalmente en zonas cultivadas en ese momento.
El ibis eremita consume una gran variedad de alimentos, principalmente pequeños animales. El análisis de las heces de la población de Marruecos en época de cría muestra que predominan en su dieta las lagartijas y los escarabajos tenebriónidos; aunque también comen pequeños mamíferos, polluelos de aves que anidan en el suelo, e invertebrados como caracoles, escorpiones, arañas y orugas. Los machos a veces le arrebatan el alimento a las hembras. Las bandadas se desplazan por el suelo y los ibis usan su largo pico para atrapar sus presas en la arena entre matorrales. Como estas aves cazan principalmente sondeando con el pico, necesitan superficies blandas como la arena, y por lo visto es vital que la vegetación sea rala y dispersa, y no sea más alta de 15–20 cm de alto. Se ha comprobado que su supervivencia y éxito reproductor están ligados a la disponibilidad de agua.

### Reproducción

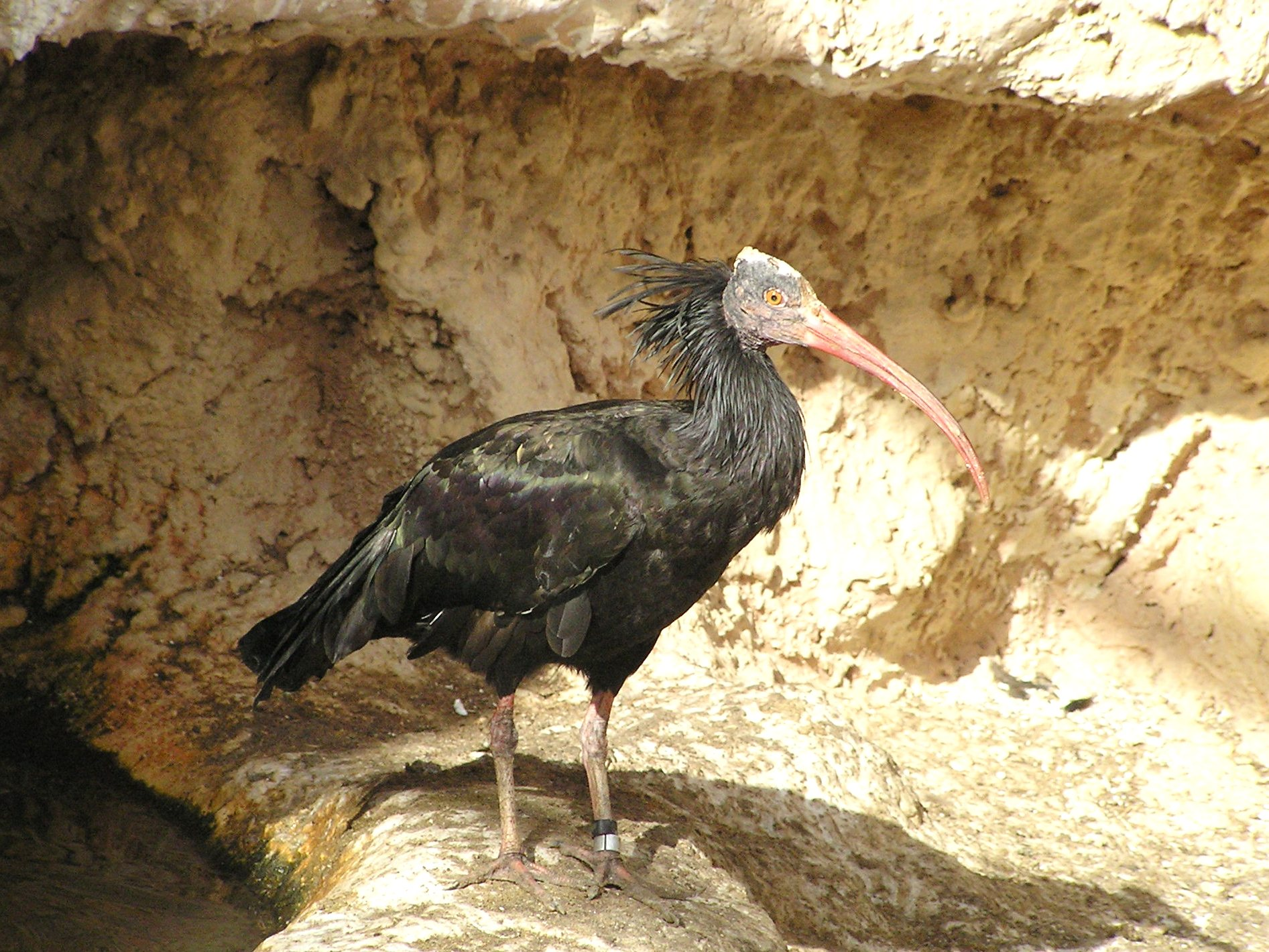
Ibis eremita anida en acantilados y montañas.

El ibis eremita cría en colonias poco densas a las que suele desplazarse a partir de febrero. Anida en las cornisas de acantilados inaccesibles o en las montañas, entre las rocas en cavidades de pendientes pronunciadas, generalmente en la costa o cerca de un río. Escaladores voluntarios han creado repisas suplementarias en la colonia de Souss-Massa para asegurar que la población reproductora no estuviera limitada por la disponibilidad de lugares de anidamiento, y se usan cajas nidos con el mismo fin en la colonia de Birecik. En el pasado estas aves también anidaban en edificaciones.
El ibis eremita alcanza la madurez sexual entre los tres y cinco años de edad, y se empareja para toda la vida. El macho elige un lugar de anidamiento, lo limpia, y entonces anuncia su disponibilidad a una hembra erizando el penacho de su nuca y emitiendo llamadas graves y estruendosas. Una vez que se han emparejado, el lazo se refuerza con una exhibición con inclinaciones de cabeza y acicalado muto. El nido es una construcción desordenada de ramitas forrado con hierba.

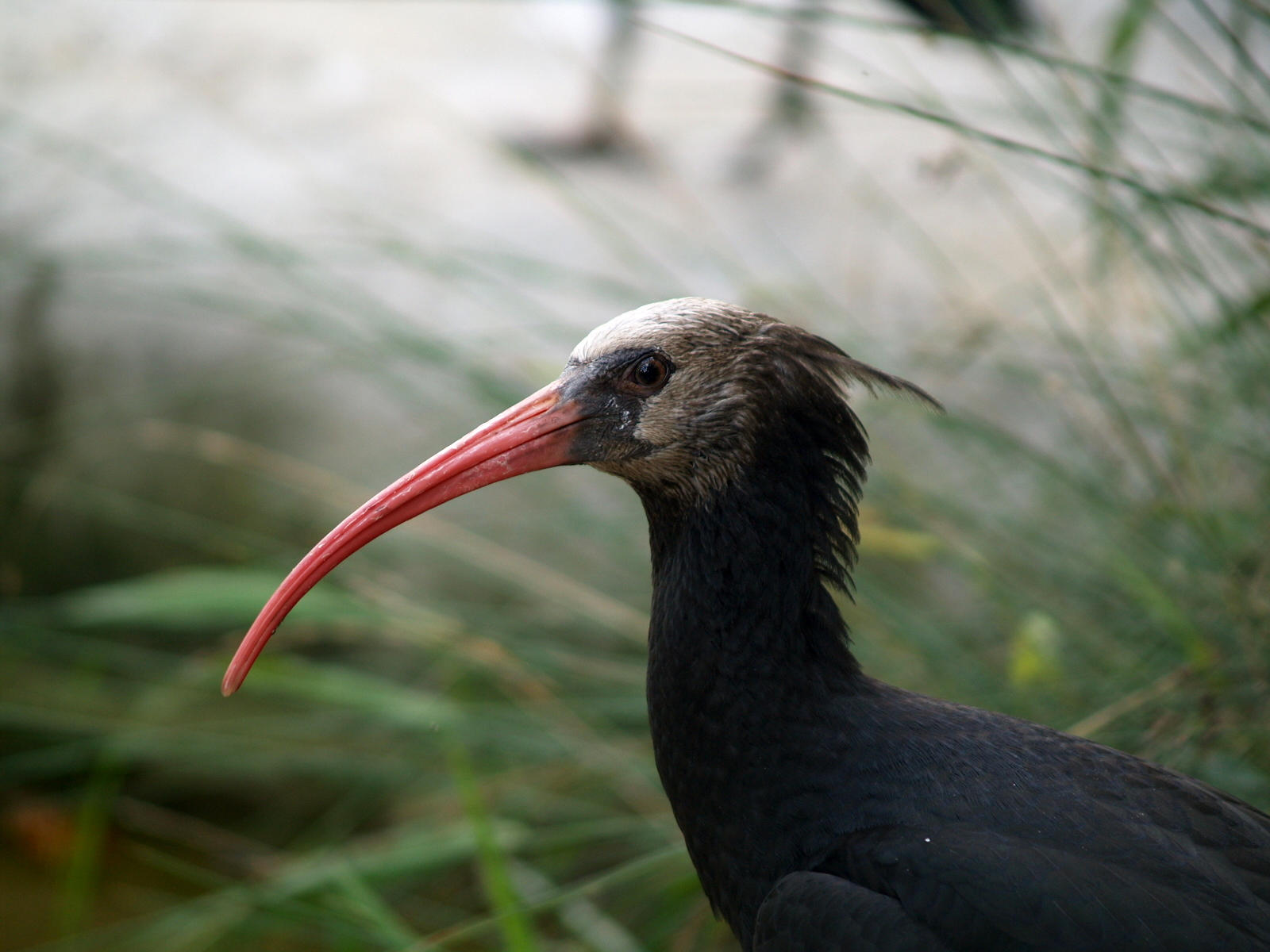
Los juveniles tienen la cabeza blanquecina.

En el norte de África el periodo de incubación comienza entre marzo y abril, mientras que las colonias de Asia no empiezan a incubar hasta mayo. Los ibis eremitas normalmente ponen de dos a cuatro huevos rugosos, que pesan una media de 50,16 g. Inicialmente son de color blanco azulado con motas pardas, pero se van volviendo parduzcos a medida que avanza la incubación. Ambos progenitores se encargan de incubar y alimentar a los polluelos. A partir de la puesta del primer huevo, el intervalo de puesta es de 1 - 3 días. La incubación dura entre 24–25 días. Los polluelos salen del huevo cubiertos de plumón gris, y al principio son nutridos directamente en la garganta, pues hasta las 2 semanas no toman el alimento de la punta del pico del ave adulta. Para alimentar a la prole, el ibis eremita adulto empuña el pico del polluelo por la base y el joven llega incluso al fondo de la garganta paterna. Al cabo de dos semanas comienzan las aves adultas a dejar de cobijar bajo las alas a los jóvenes. Los polluelos tardan unos 40–50 días en desarrollarse y emplumar, y su primer vuelo tiene lugar alrededor de los dos meses.

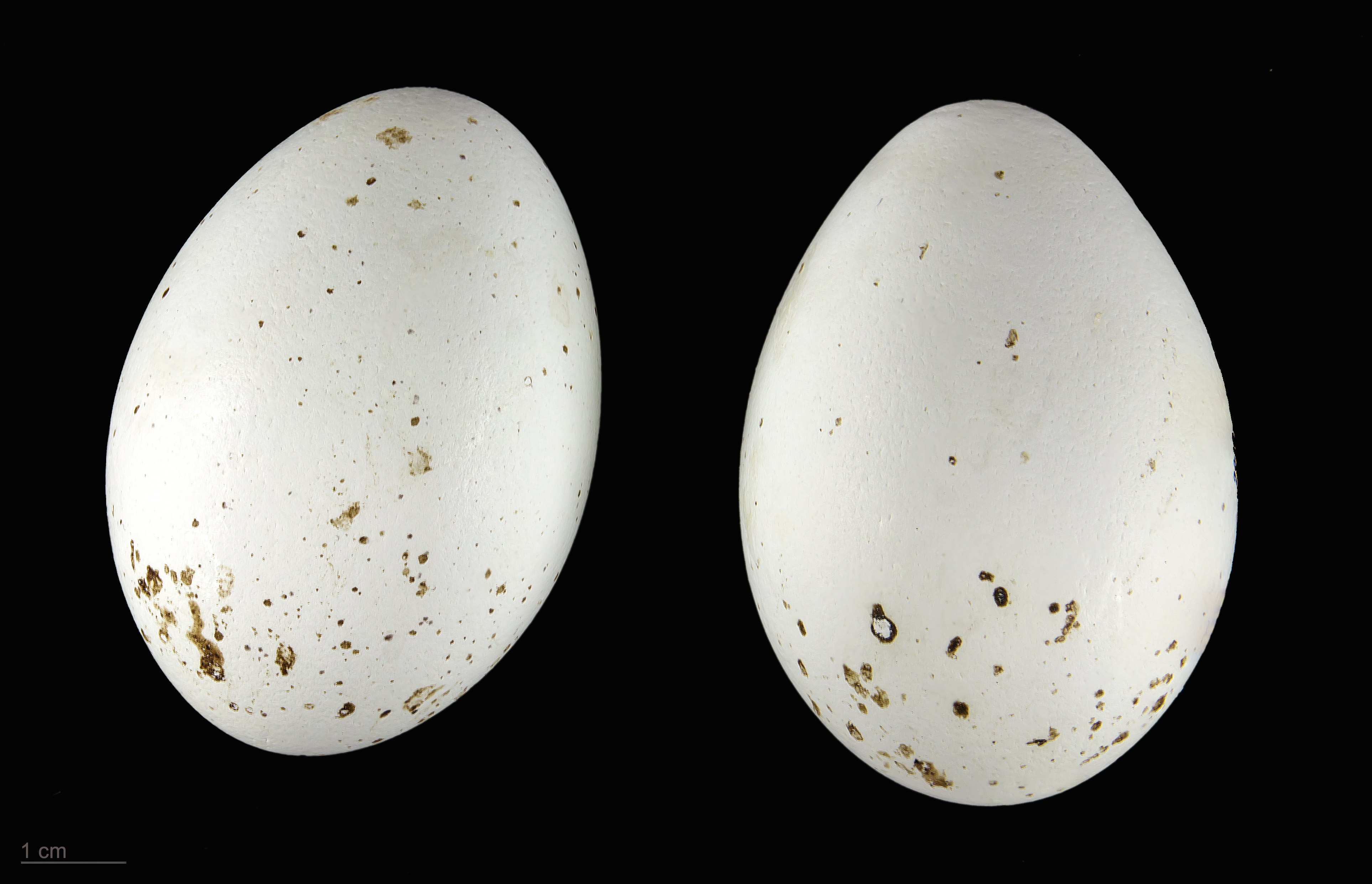
Geronticus eremita - MHNT

Los ibis eremitas suelen vivir de media entre 20 y 25 años en cautividad (el macho más longevo registrado vivió 37 años y la hembra más longeva vivió 30 años). La longevidad media en la naturaleza se estima entre los 10 y 15 años.

## Conservación

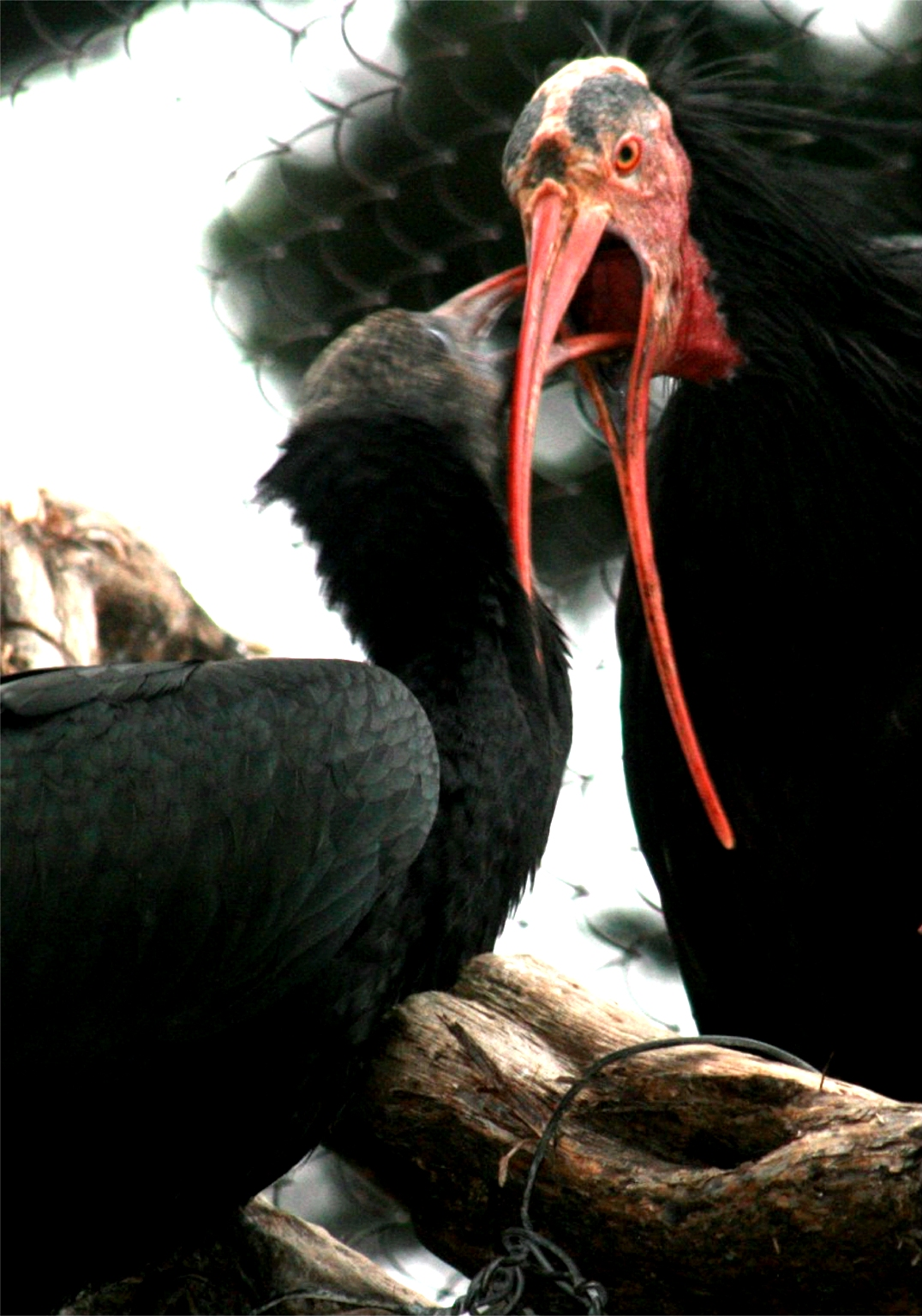
Adulto alimentando a un polluelo.

Aunque el ibis eremita se extinguió de Europa hace mucho tiempo, sobrevivieron muchas colonias en Marruecos y Argelia hasta principios del siglo XX, cuando empezaron a declinar más rápidamente. La última colonia de Argelia desapareció a finales de la década de 1980. En Marruecos había unas 38 colonias en 1940, 15 en 1975, pero la última población migratoria de las montañas del Atlas había desaparecido en 1989. El ibis eremita actualmente se clasifica oficialmente como especie en peligro crítico de extinción según los criterios de la escala de la UICN, con una población estimada en 2008 de unos 500 individuos en la naturaleza y unos 1000 en cautividad. El ibis eremita es una de las especies clave a las que se les aplica el Acuerdo para la conservación de las aves acuáticas migratorias afro-euroasiáticas (AEWA), y tiene un plan de acción acordado internacionalmente  detallado en el acuerdo. Como especie amenazada de extinción, está incluida en el apéndice 1 del CITES (el convenio internacional sobre comercio de especies de flora y fauna salvajes amenazadas), lo que significa que el comercio de ibis cautivas es ilegal si no posee el documento de la autoridad CITES la CITES regula la tenencia y el comercio de algunas especies de fauna y flora de todo el mundo.
Durante siglos se ha reducido la población de ibis eremita, al menos parcialmente como consecuencia de causas naturales desconocidas. El declive más rápido que se produjo en un solo siglo, con una pérdida del 98% de la población entre 1900 y 2002, es el resultado de una combinación de factores. Entre ellos se incluye la persecución humana, especialmente por la caza, y también la pérdida de las estepas y zonas de agricultura no intensiva (especialmente en Marruecos), el envenenamiento por pesticidas, las perturbaciones en sus colonias y la construcción de embalses. El descubrimiento en Jordania de tres adultos muertos de la colonia de Turquía parecía confirmar que el abuso de pesticidas todavía era una causa de muerte durante la migración. Estas aves fueron seguidas por satélite tras dejar Birecik. Se pararon brevemente en la colonia de Siria, y después murieron en el desierto de Jordania. Aunque inicialmente se pensó que murieron a causa del veneno, probablemente puesto para los ratones en granjas de pollos, la autopsia reveló que en realidad habían muerto electrocutados por posarse en torres de alta tensión.
Se ha creado un grupo internacional para su conservación, el IAGNBI, que coordina acciones en toda el área de distribución natural (Marruecos, Siria y Turquía) y en otros lugares en los que se han producido traslocaciones de ejemplares nacidos en cautividad. 

### Poblaciones silvestres

#### Marruecos
La última población viable de esta especie se encuentra en el parque nacional de Souss-Massa y costa adyacente, en Marruecos. Está compuesta por algo más del centenar de parejas (en 2013) y mantiene un crecimiento pequeño pero constante desde hace años. SEO/BirdLife como representante de BirdLife International lleva a cabo diversas acciones de conservación y desarrollo sostenible en el parque nacional de Souss-Massa, con el apoyo de diversas instituciones, particularmente la AECID pero también la Cooperación Canaria. Otras instituciones, como la Fundación Príncipe Alberto II de Mónaco y RSPB permiten acciones más directas de conservación. SEO/BirdLife coordinaba en Marruecos el programa país de BirdLife International y en esta calidad ha participado en la redacción del plan de acción para la especie en Marruecos. En la actualidad, GREPOM participa en el proyecto como socio de BirdLife International en Marruecos. 
Gracias a estos esfuerzos, la población silvestre ha podido ir aumentando sus efectivos ligeramente, pero de forma continuada. En julio de 2011, un par de individuos se marcaron con emisores satelitales. Por primera vez en los registros históricos de la especie, ahora hay pruebas del crecimiento de la población silvestre. De las 100 parejas reproductoras que se registraban en la década anterior a 2008 se han alcanzado las 113 parejas en 2013.

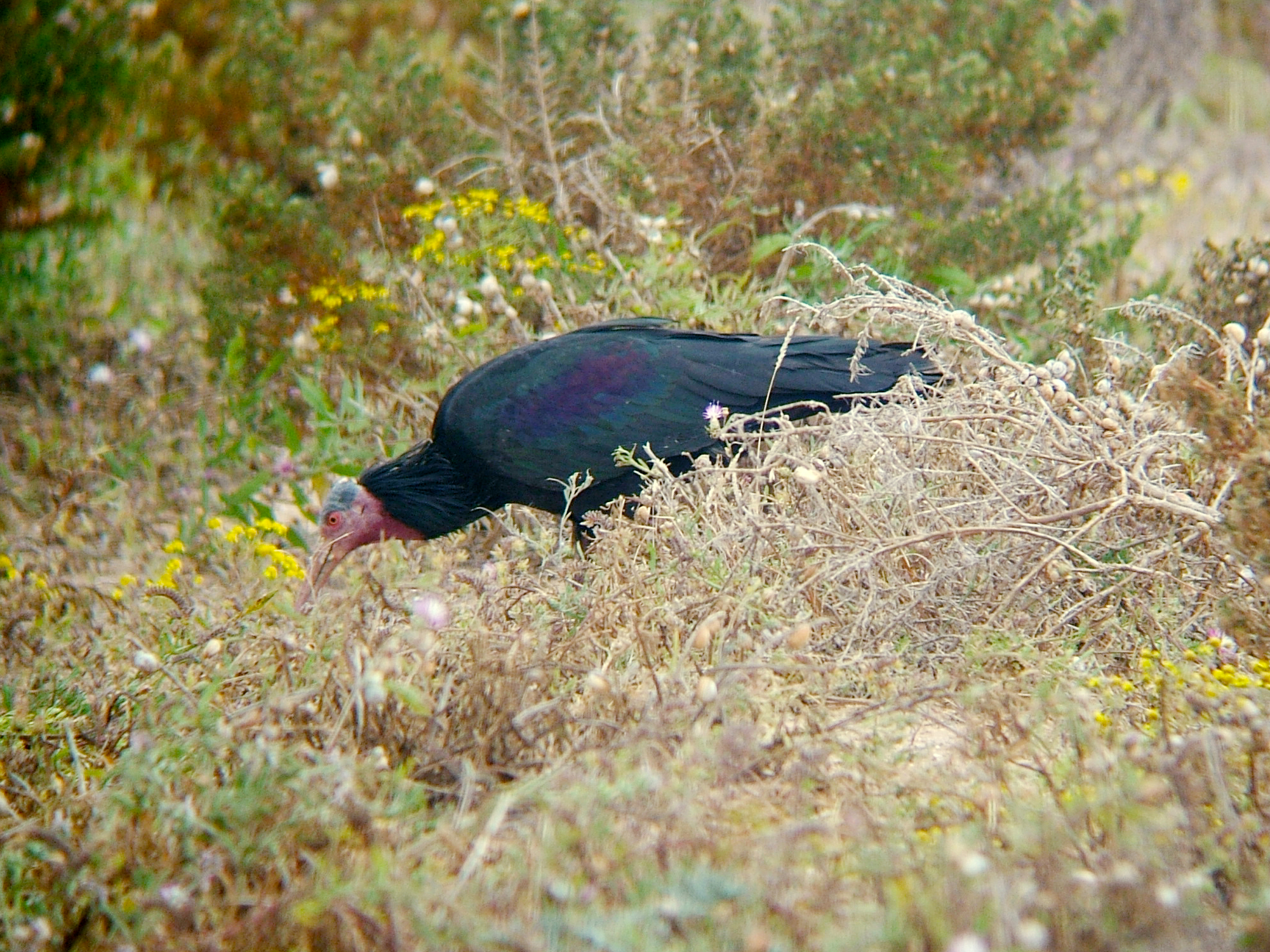
Ejemplar alimentándose cerca de Tamri, Marruecos.

La protección tanto de los emplazamientos como de la especie ha posibilitado este crecimiento. Las evaluaciones cuantitativas de la importancia de los lugares de anidamiento, descanso y alimentación han determinado acciones para evitar las perturbaciones y la pérdida de las zonas clave del desarrollo del turismo masivo. Las labores de guardería realizadas por la comunidad local han reducido las intrusiones humanas y se ha incrementado la percepción del valor de las aves. El suministro de agua potable y la eliminación y alejamiento de depredadores y competidores propician la mejora de la reproducción, y la monitorización ha confirmado que las estepas y los barbechos con dos años de rotación son los hábitats de alimentación claves. Mantener estos usos de la tierra no intensivos en el futuro puede representar el principal desafío de la gestión de la especie, y la recuperación de la región de Souss-Massa sigue siendo inestable porque la población de ibis se concentra en solo unos pocos lugares. Sin embargo, proporciona oportunidades para la extensión natural del área de distribución a otros emplazamientos que anteriormente ocupaba en el norte de Marruecos.
La principal causa de fracaso reproductivo en el parque nacional de Souss-Massa es la pérdida de los huevos por los depredadores, especialmente por causa de los cuervo y que la monitorización desveló que representaba un serio impacto en una de las subcolonias. El efecto de los depredadores en los adultos no ha sido estudiado, pero su congéneres muy similar el ibis calvo (Geronticus calvus) es cazado por las grandes rapaces, especialmente por aquellas que también se reproducen en los acantilados. Hay pruebas de muerte de polluelos por inanición algunos años, pero las mayores amenazas para la reproducción de los ibis son las perturbaciones humanas y la pérdida de los hábitats de alimentación. Hubo un dramático incidente de mortalidades en las colonias de Marruecos en 1996, cuando 40 adultos murieron o desaparecieron en un periodo de nueve días. Aunque los análisis no identificaron la causa de las muertes, las más probables son un virus desconocido, alguna toxina o el botulismo.

#### Siria
El ministerio de agricultura sirio y su reforma agraria ha puesto en marcha medidas de protección de la pequeña población del país, además Yemen y Etiopía, que proporcionan zonas de parada en la migración y de invernada, tienen buenos registros de conservación. Sin embargo, las aves jóvenes no pasan el invierno ni regresan con los adultos y sus cuarteles invernales siguen todavía desconocidos. Aunque la población siria es muy pequeña, el descubrimiento de que los ibis de Turquía en semilibertad en su ensayo de migración visitaban la colonia de Palmira dio esperanzas de que algunos de estos migrantes se incorporara a la población reproductora de Siria y ayudara a incrementarla.
Un programa intensivo basado en la comunidad local en Palmira realizado por un proyecto de cooperación italiano y de la FAO durante 2002–2004 consiguió mayores tasas de reproducción que los de Turquía y Marruecos. De 2005 a 2010 el programa de protección, gestionado por BirdLife de Oriente Medio, tuvo un resultado más bajo y careció de la asistencia científica y técnica externa a las autoridades locales. Esto concluyó con rendimientos reproductores variables: hubo dos fracasos fatales y predecibles en 2005 y 2008. Durante 2004–2007, debido al éxito reproductor anterior, cuatro subadultos regresaron a la colonia y tres se incorporaron con éxito, compensado la mortalidad natural de los adultos. La alta e insostenible mortalidad de los ibis jóvenes fuera de los cuartels de cría (extimados en el 85%) y los fracasos reproctivos de 2009 y 2010 (debidos a causas desconocidas) suponen que en 2010 la colonia alcanzó su mínimo histórico, con solo una pareja reproductora, y tres adultos. En el verano de 2012, en medio de la guerra civil siria, solo una pareja regresó al emplazamiento y no crio. Se observaron cuatro adultos en enero de 2013 en sus cuarteles de invernada de Etiopía, pero ninguno de ellos regresó a sus cuarteles de cría en verano, y todos sus dispositivos de seguimiento dejaron de funcionar. Solo un adulto solitario se observó ese verano en Palmira. En esta situación la extinción local parece inevitable.

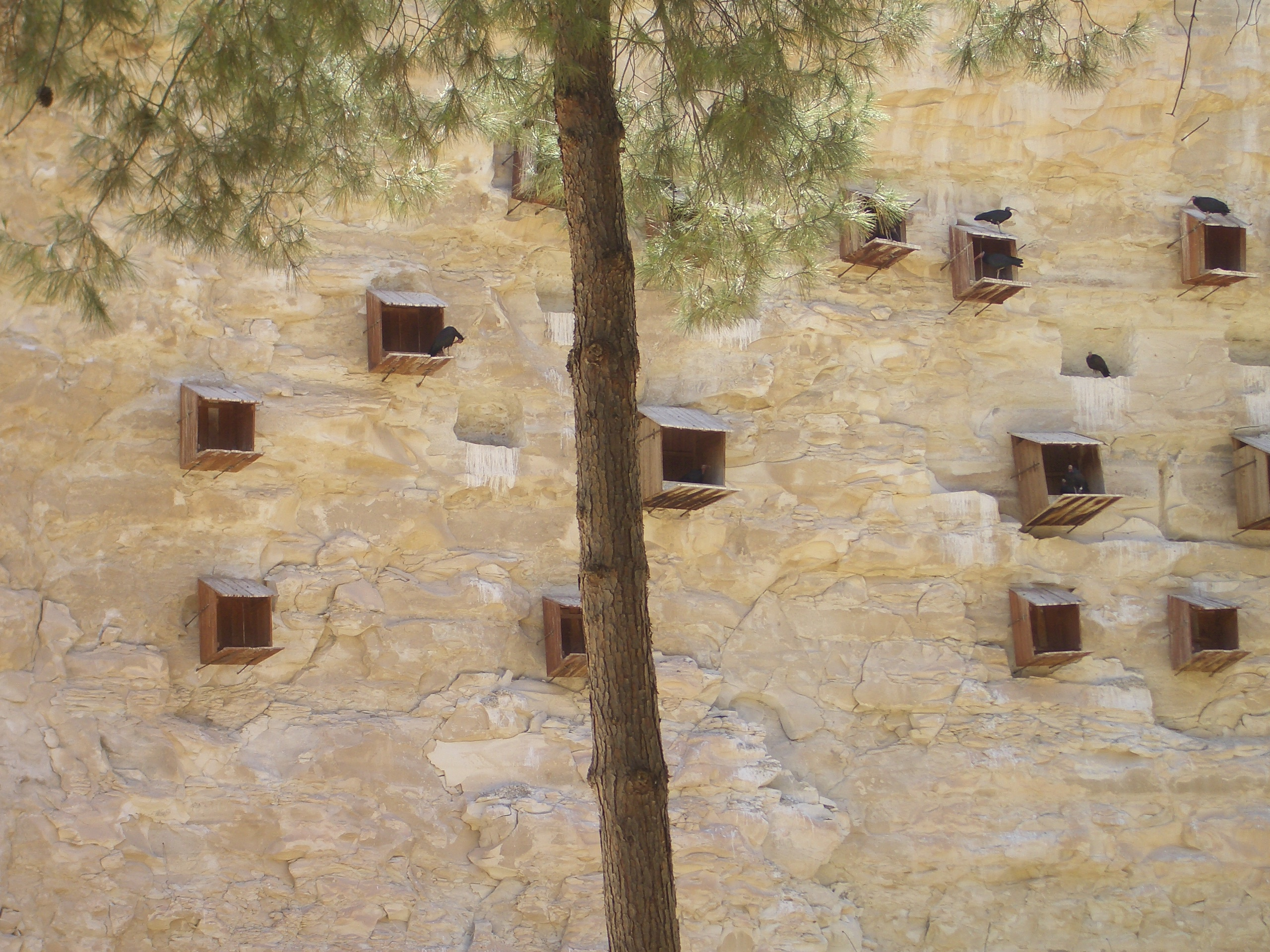
Nidos artificiales en la colonia de Birecik.

#### Turquía
Con la desaparición de la auténtica población silvestre de Turquía, la junta directiva del ministerio de medio ambiente estableció una nueva colonia en semilibertad en Birecik, con ibis procedentes de los zoológicos. La colonia está gestionada muy de cerca y las aves son capturadas tras la época de cría para evitar que migren. El programa ha tenido éxito, y consiguió la cantidad de 205 individuos hasta marzo de 2016. La intención es permitir que los ibis migren una vez que la población alcance una población estable de 200 parejas reproductoras, excluyendo a los jóvenes.
Los ibis son liberados a finales de enero o principios de febrero para que críen fuera de las jaulas, en repisas o cajas de anidamiento en la instalación de la estación de reproducción. Entonces los ibis vuelan libres y se alimentan en los alrededores de la zona de Birecik en los campos de cultivo, viveros forestales y las riberas del Éufrates, aunque también se les proporciona alimentación suplementaria. Al terminar la época de cría, los ibis son enjaulados, entre finales de julio y principios de agosto, para evitar su migración. Un ensayo de migración con aves marcadas confirmó los riesgos que presentaban los viajes como los pesticidas y tendidos eléctricos. Posteriormente la guerra civil en Siria ha añadido una razón más para continuar evitando la migración.

### Reintroducciones
En 2003 se establecieron las directrices para la conservación y la reintroducción del ibis eremita en un consejo internacional para la conservación del ibis eremita (en inglés:International Advisory Group for Northern Bald Ibis, que se reunió en Innsbruck en el Alpenzoo, que alberga el registro genealógico de ibis eremitas en cautividad.
Entre las decisiones que se tomaron se incluyen que:
- No se debería aumentar las poblaciones silvestres de Souss-Massa o Palmira con ejemplares criados en zoos.[65]
- Debería respetarse las áreas de distribución separadas de las dos poblaciones diferenciadas existentes, la oriental y la occidental.[65]
- Se deberían criar a mano grupos de polluelos, con objeto de conseguir una población de ibis en cautividad preparados para ser liberados.[66]
- Debería enseñarse a los ibis jóvenes las rutas migratorias y sus paradas, ya que sería poco probable que las aprendieran solos.[66]

En una segunda conferencia realizada en España en 2006 se centró en la búsqueda de potenciales y antiguos emplazamientos en el norte de África y Oriente medio en busca de colonias no detectadas. Se volvió a tratar los estándares de higiene y cría de los aviarios de Birecik; y la prevalencia de problemas de piel en los ejemplares de varios zoos reforzaron la opinión de que ningún ave de esos zoos debería usarse en ensayos de suelta. En el futuro en los programas de cría y liberación solo se deberían usar ibis con origen conocido.

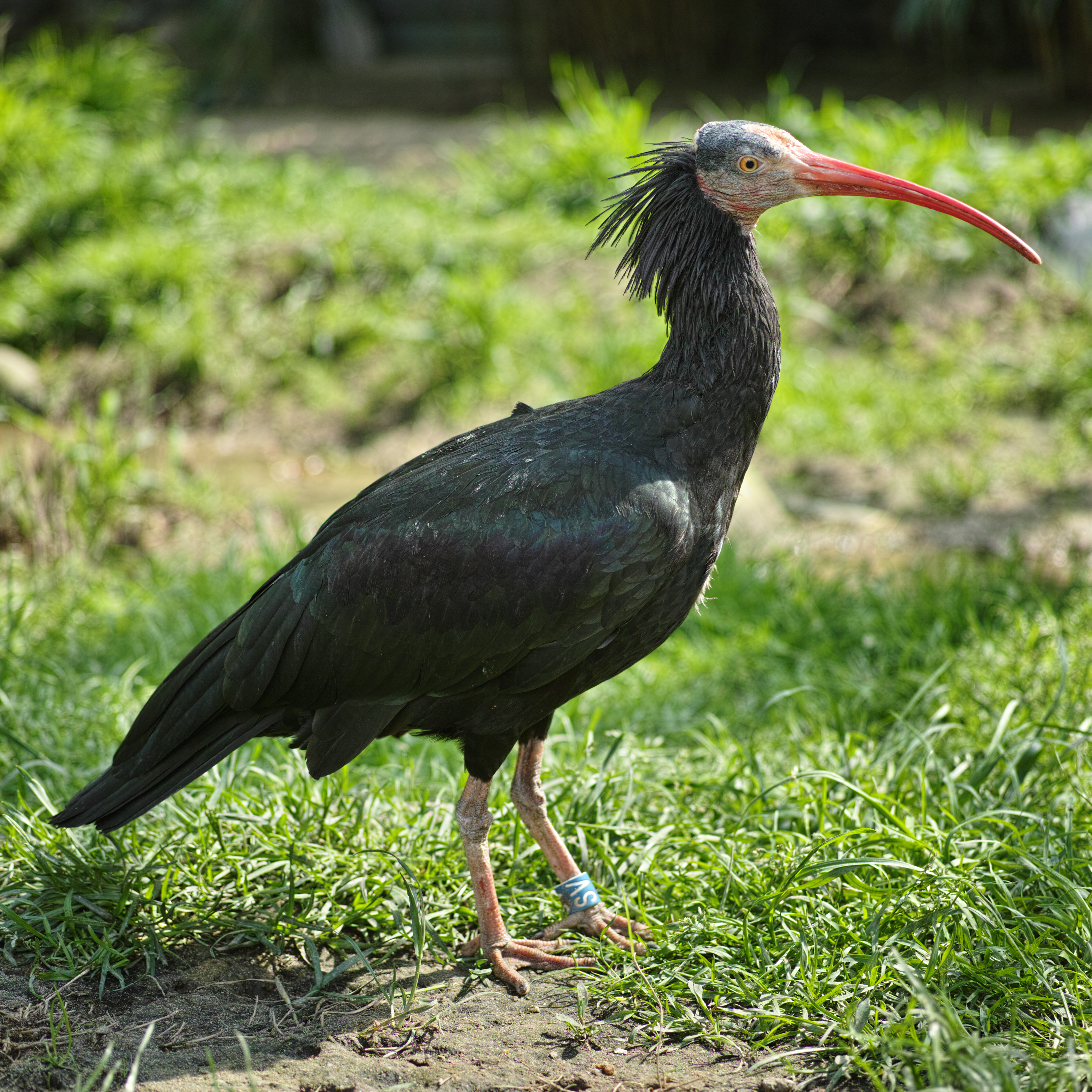
Como otros zoos, el Zoológico de Schönbrunn en Viena realiza un programa de cría destinado a la reintroducción.

#### Poblaciones de los zoos
Hay unos 850 ibis eremitas en los zoos de Europa y unos 250 cautivos en Japón y Norteamérica. Los 49 zoos europeos que albergan a esta especie producen entre 80 y 100 juveniles cada años. Entre los primeros intentos de liberar ibis cautivos se incluyen los 150 ibis del aviario de Birecik entre 1976 y 1986, los 75 del zoo de Tel Aviv en 1983, y un número indeterminado en un proyecto en Almería, España, entre 1991 y 1994; todos ellos sin éxito. Todos los ibis eremitas de los zoos, menos los de Turquía, proceden de Marruecos. Existen tres linajes: el primero procede de las importaciones del  zoológico de Basilea, Suiza, en las décadas de 1950 y 1960, la siguiente desciende de los ibis capturados en los años 1970 para el zoo de Rabat, y la última desciende los capturados para el Naturzoo de Rheine, en 1976 y 1978. Los ibis cautivos tienen una alta incidencia de problemas de piel, y el 40% de los que se han tenido que sacrificar padecían dermatitis ulcerosa crónica, caracterizada por la pérdida de plumas, llagas y ulceración en la espalda, cuello y la parte inferior de las alas. Se desconocen las causas de esta enfermedad. Los otros problemas de salud graves registrados en las colecciones de los zoos son tuberculosis aviar, cuerpos extraños ingeridos, enfermedades de los huesos, y problemas cardíacos. Un brote del virus del Nilo Occidental en el parque del Bronx, en Nueva York, afectó a los ibis eremitas entre otras especies de aves y mamíferos.

#### Europa
Un decreto de 1504 del arzobispo Leonhard von Keutschach de Salzburgo convirtió al ibis eremita en una de las primeras especies animales oficialmente protegidas. A pesar del decreto, el ibis desapareció de Austria al igual que del resto de Europa. Existen dos proyectos de reintroducción del ibis en el país, en Grünau y Kuchl. Un centro de investigación de Grünau tiene una colonia de cría gestionada como la población de Turquía, una población que puede volar libremente pero que se enjaula durante la época de migración. El objetivo del centro es investigar las interacciones de la bandada según el estado hormonal, los aspectos ecológicos y etológicos de la alimentación natural, y el establecimiento de costumbres por medio del aprendizaje social.

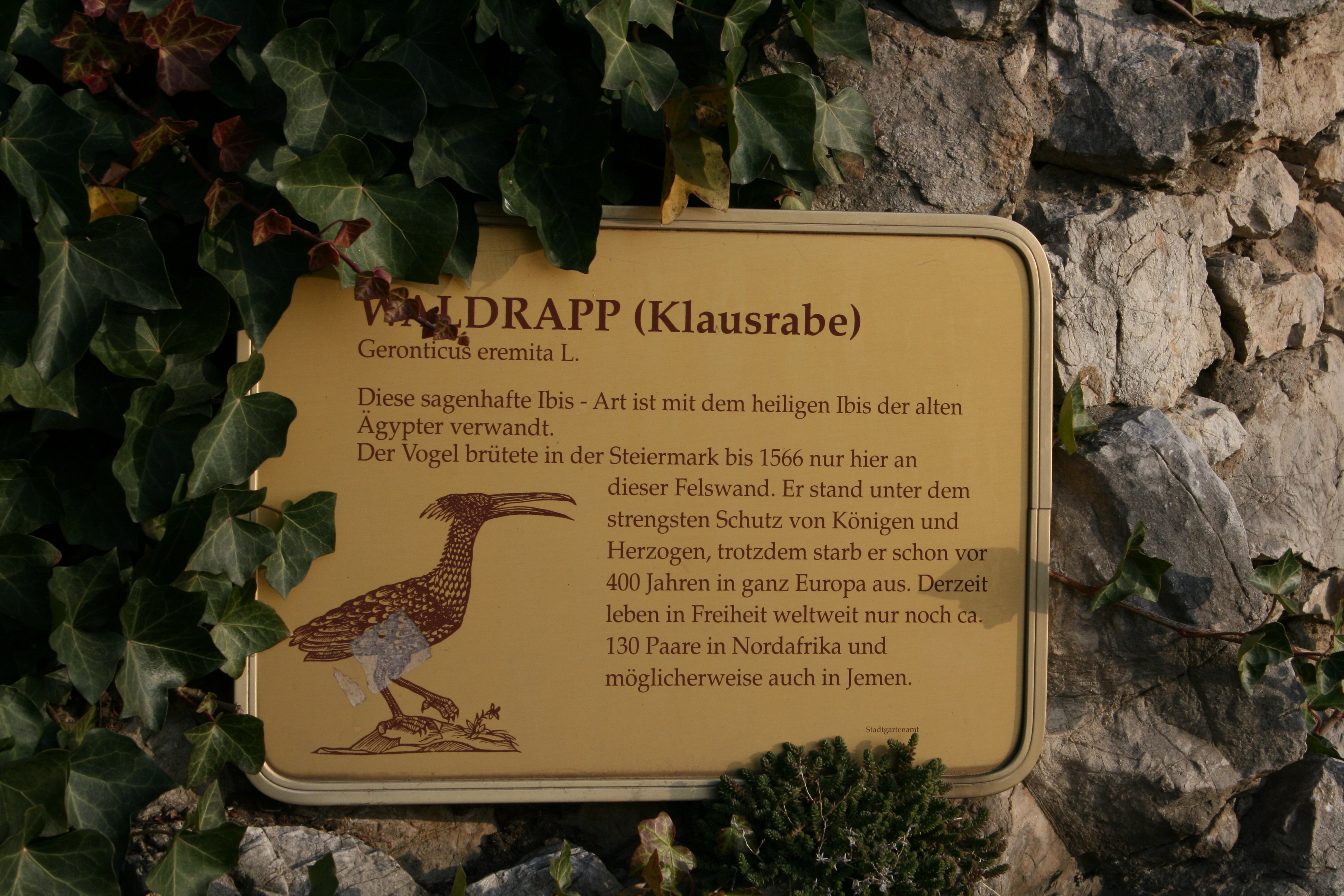
Placa del proyecto de reintroducción austriaco.

El proyecto Scharnstein intenta establecer una colonia migratoria de ibis eremita usando aviones ultraligeros para enseñarles una ruta migratoria. El plan se basa en las investigaciones de Grünau para desarrollar un método para controlar y guiar la migración otoñal de una población colonizadora, que podrá pasar a las siguientes generaciones la esta ruta migratoria. En mayo de 2002, 11 ibis del zoo de Viena y de la colonia de Grünau fueron entrenados para seguir a dos aviones ultraligeros, y en 2003 se realizó el primer intento de llevar a un grupo de ibis eremitas de Scharnstein al sur de la Toscana. A causa del tiempo desfavorable y de problemas técnicos, los ibis tuvieron que ser transportados por carretera una considerable parte de la ruta. Las siguientes sueltas tuvieron más éxito, y se consiguió que pasaron el invierno en la Toscana, y a partir de 2005, regresaron al norte de Austria. En 2008 una hembra de ibis eremita, llamada Aurelia voló 930 km de vuelta a Austria en su cuarto retorno a su lugar de cría, a pesar de los peligros del viaje ya que perdió a sus dos crías y a su pareja en el viaje hacia el sur en el otoño de 2007.

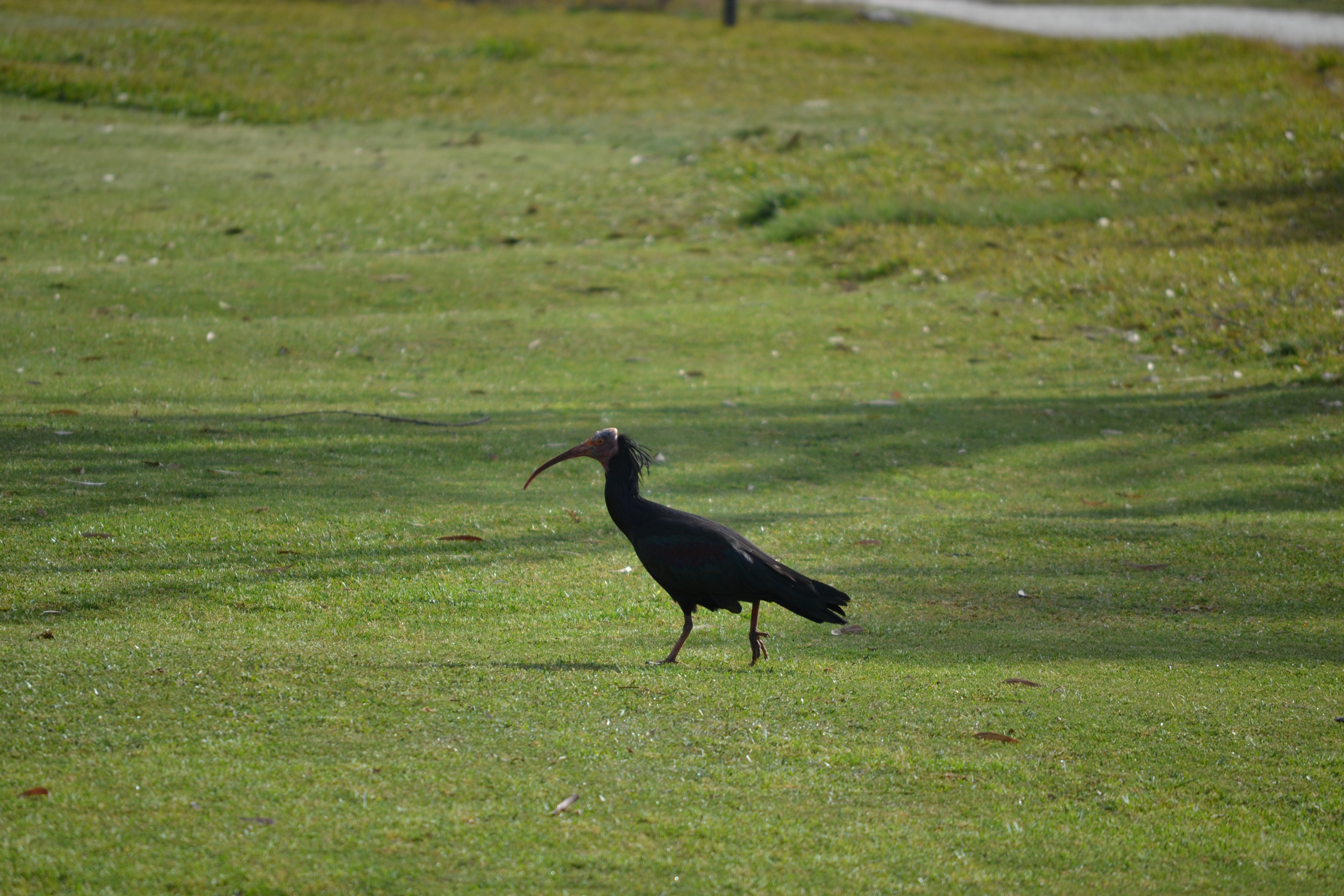
Ibis eremita libre en un campo de golf de Málaga, producto de la reintroducción en el sur de España.

El plan para la reintroducción del ibis eremita en España se denominó Proyecto Eremita, y se inició con la suelta de unos 30 ejemplares en campos de entrenamiento militar de Barbate, propiedad del Ministerio de Defensa, correspondientes a la comarca de la La Janda (provincia de Cádiz). Desde 2004 a 2010 se reintrodujeron hasta 215 ejemplares, con el fin de conseguir su reproducción en libertad y devolver esta ave a la fauna autóctona de la península ibérica quinientos años después de su extinción en esta parte del mundo. El proyecto tuvo éxito y el primer episodio reproductor natural se dio en 2008 en unos acantilados del parque natural de La Breña y Marismas del Barbate, cuando una pareja puso dos huevos en la naturaleza. Este proyecto se realizó mediante el trabajo conjunto de la Consejería de medio ambiente de la Junta de Andalucía, el Ministerior de Defensa y el Zoobotánico Jerez (el zoo de Jerez de la Frontera), con la colaboración de la Estación Biológica de Doñana, el CSIC y voluntarios de la Sociedad Gaditana de Historia Natural. Anteriormente dos aves dejaron la zona en 2005 y 14 más en 2006, sin que se supiera nada de su paradero, salvo que se avistó un ave anillada en España en el Atlas Medio (Marruecos) en 2005. Aparecieron fotografías de esta especie tomadas cerca de Armação de Pêra, en el Algarve (Portugal) en 2009 y posteriormente, muy probablemente relacionadas con las liberadas en España. Mientras, la colonia española fue creciendo bien de forma natural, de 9 parejas reproductoras en 2011, a 10 en 2012 y 15 en 2013 pasando a 23 parejas reproductoras en 2014, lo que supuso 25 polluelos criados naturalmente con éxito en 2014 (Quercus 349(2015): 14-23). En 2014 la población total de esta colonia era de 78 ibis silvestres, divididos en dos subcolonias, la original en los acantilados costeros del Atlántico y la segunda a partir de 2012, con entre 5-6 parejas, que empezó a criar 10 km más hacia el interior, en los barrancos cercanos a la carretera de La Barca de Vejer (Vejer de la Frontera).

#### Norte de Marruecos

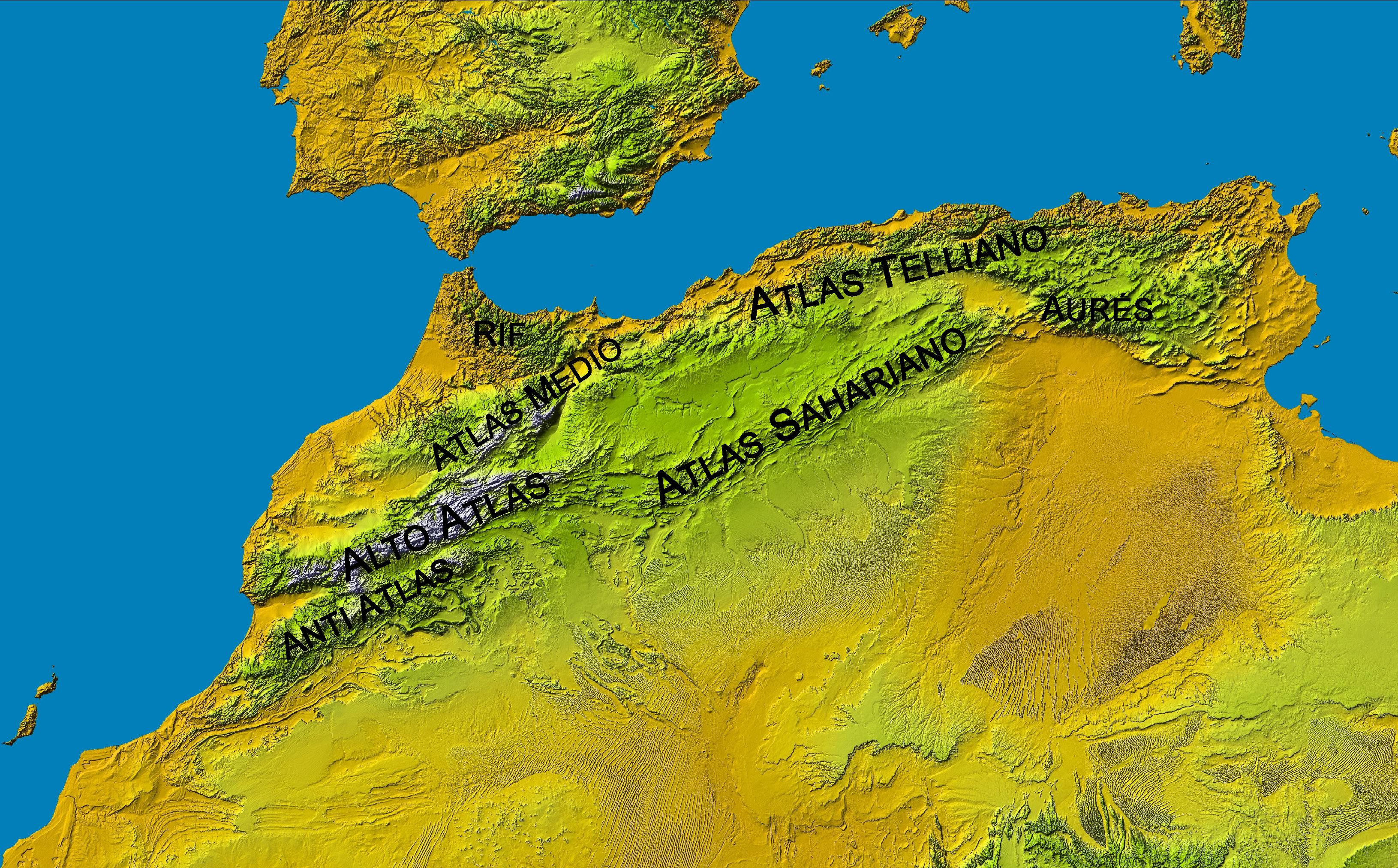
Localización de las montañas del Rif y el Atlas.

Se ha establecido un proyecto de reintroducción del ibis eremita en Ain Tijja-Mezguitem en el noreste de Marruecos. Como la población silvestre más sureña sigue siendo vulnerable, se tiene la intención de crear una población no migratoria (con ejemplares procedentes de los zoos de Alemania, Suiza y Austria) en una zona donde se sabe que el ibis eremita crio hasta la década de 1980. Se construyó un centro en las montañas del Rif en 2000, donde se trasladó el primer grupo de ibis criados en zoos. Se realizó una segunda importación de aves de zoos en 2004 y se construyó también un centro de interpretación de la naturaleza. Seis parejas criaron en 2006 tras un cambio en su dieta, y consiguieron criar con éxito seis polluelos de cinco nidos. En 2007 había 19 ibis (13 adultos y 6 juveniles) en el aviario.
Los muros de piedra ofrecen muchas potenciales cornisas para anidar, y un embalse proporciona agua a los ibis y a la población humana. Los pastizales de estepa que no son tratados con herbicidas ni pesticidas les proporcionan un buen lugar de alimentación. Una vez que la población alcance los 40 individuos se iniciará la suelta, según se acordó internacionalmente. El lugar de reintroducción planeado está a 760 km de Agadir al otro lado de las montañas del Atlas, así que la contaminación de las poblaciones salvajes es improbable.

## En la cultura
Según la leyenda local de la región de Birecik, el ibis eremita era una de las primeras aves que Noé liberó de su arca como símbolo de fertilidad, y el arraigado sentimiento religioso en Turquía ayudó a las colonias locales a sobrevivir mucho tiempo después que desaparecieran las de Europa.

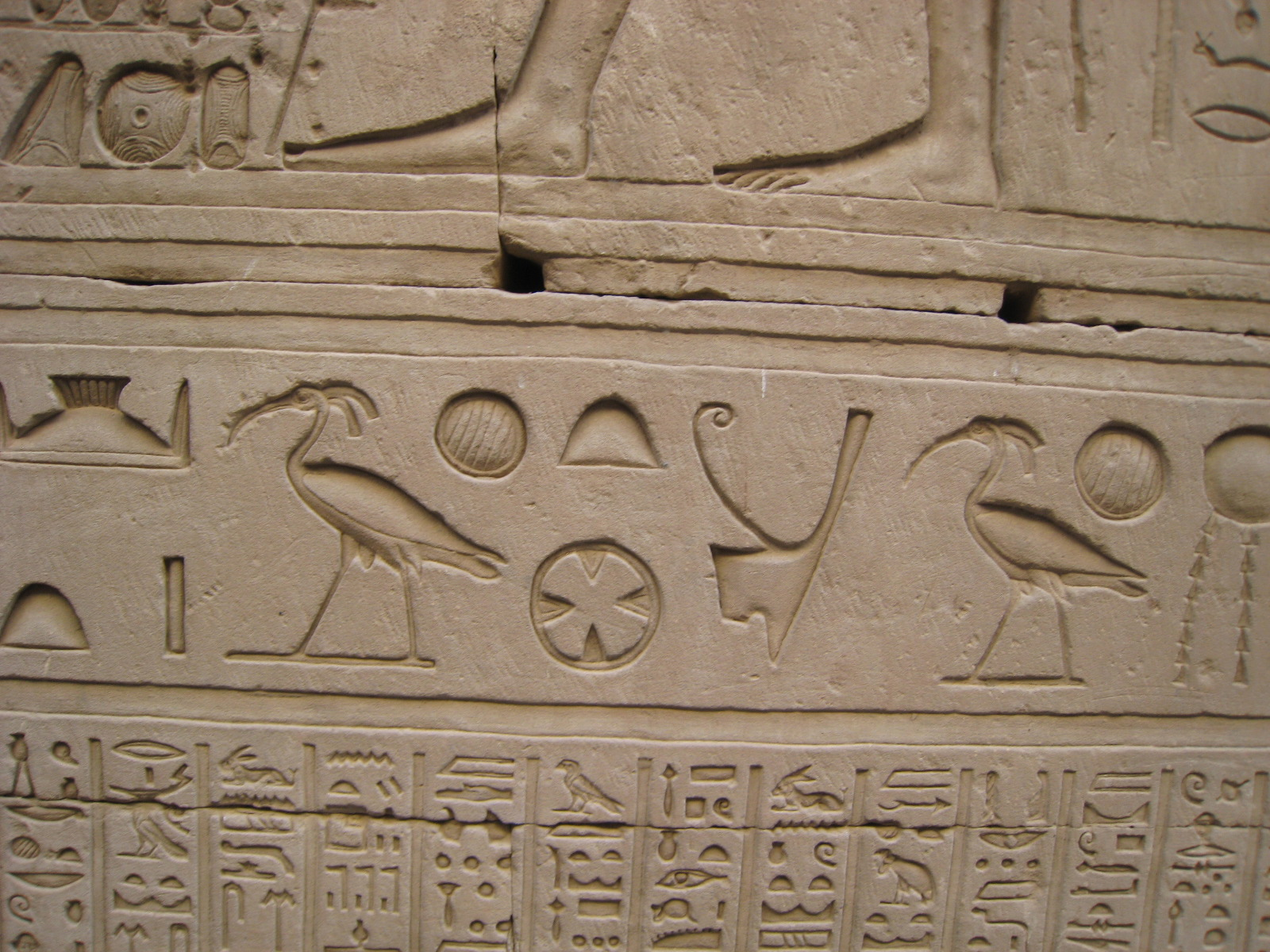
El ibis eremita representaba la palabra «brillar» en los jeroglíficos egipcios.

Este ibis era venerado como un ave sagrada en el Antiguo Egipto, junto al ibis sagrado, y ambos eran considerados la reencarnación de Tot, el dios de la escritura, que generalmente se representaba como un hombre con cabeza de ibis. La palabra del antiguo egipcio akh, que significa «resplandecer, brillar», en la escritura jeroglífica se representaba con el símbolo de un ibis eremita, probablemente en referencia a su plumaje brillante. En un sentido más abstracto akh representa la excelencia, la gloria, el honor y la virtud. También se usaba como representación del alma o el espíritu, uno de los cinco elementos del ser humano.

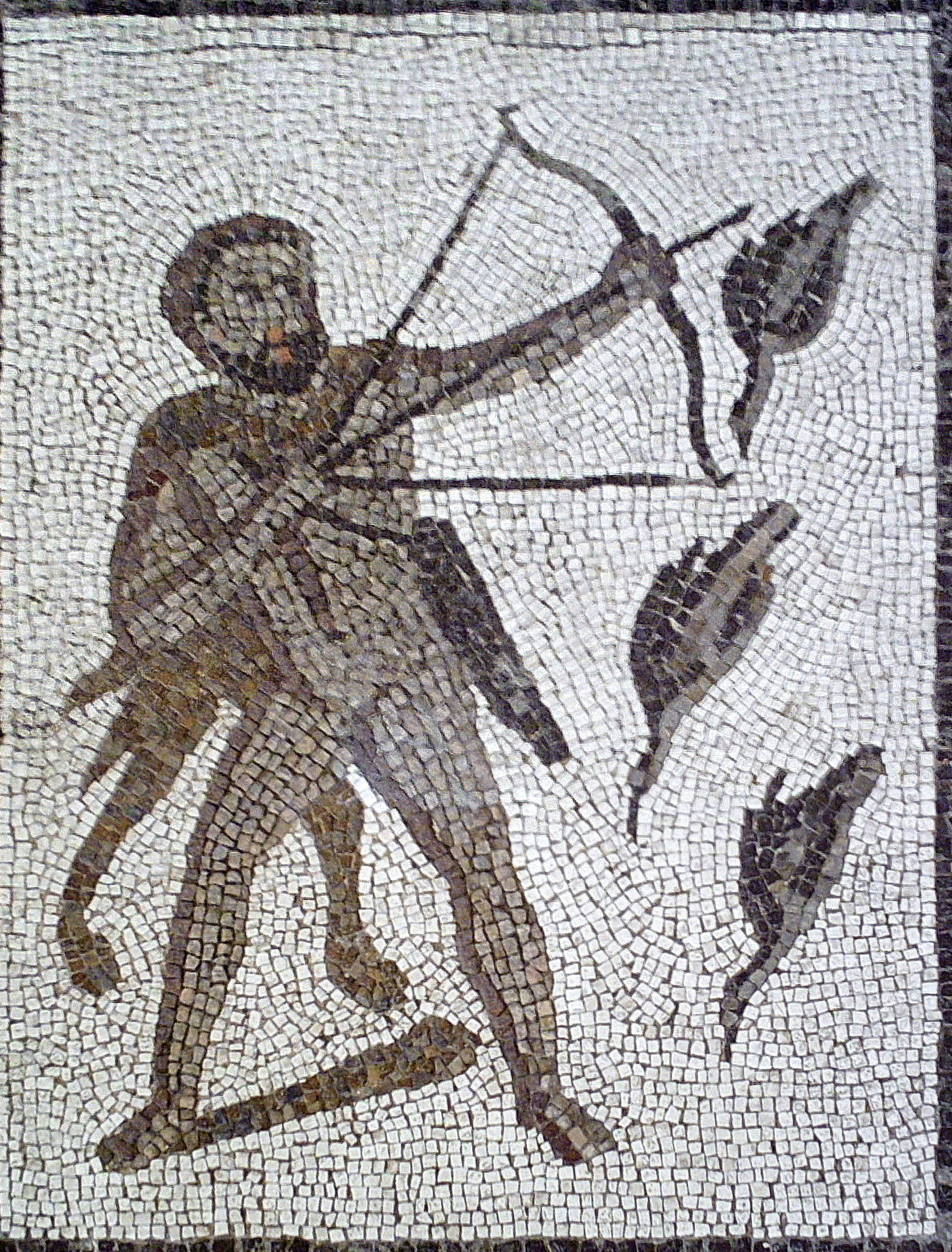
Heracles luchando contra las aves del Estínfalo.

Heródoto escribió sobre las aves antropófagas del Estínfalo, que tenían el pico y las alas de bronce, y plumas metálicas afiladas que podían disparar a sus víctimas. Estas criaturas míticas vivían en el lago Stimfalía en Arcadia, y uno de los doce trabajos de Heracles consistió en librarse de ellas. Algunos piensan que estas aves mitológicas podrían basarse en el ibis eremita por su plumaje brillante, pero como se describían como aves acuáticas, que generalmente se representaban sin cresta, es más probable que derivaran de los ibis sagrados. Algunas representaciones, como la figura de un ánfora ateniense del siglo VI a. C. del Museo Británico, muestran claramente la cabeza negra y el cuerpo blanco de esta última especie. Tras la extinción del ibis eremita de Europa central, algunos expertos posteriores pensaron que la propia descripción de Gesner de la especie también se trataba de una criatura mítica.
El ave pintada en 1490 en uno de los frescos góticos de la iglesia de la Trinidad de Hrastovlje (en el suroeste de la actual Eslovenia) por Johannes de Castua probablemente se trate de un ibis eremita. Se cree que también fue representado en otros lugares de Istria y Dalmacia, donde seguramente vivía en la Edad Media, como por ejemplo en la iglesia de Gradišče pri Divači y en el escudo de armas de la familia Elio de Koper. En el portal del castillo de Lukovica pri Brezovici (en Eslovenia central) también se representa a esta especie.
Varios países han emitido sellos postales con representaciones del ibis eremita. Entre ellos se incluyen: Argelia, Marruecos, Sudán, Siria, Turquía y Yemen (que son lugares de cría o de sus rutas migratorias); Austria (que está intentando reintroducirlo); y Jersey (que tiene una pequeña población en cautividad).